# 4. korpus (Vietnamska ljudska armada)
4. korpus (vietnamsko Binh đoàn Cửu Long; dobesedno Korpus Cửu Longa) je korpus Vietnamskih ljudskih kopenskih sil.

## Zgodovina
Med vietnamsko vojno je korpus imel pomembno vlogo v kampanji Ho Či Minha in med poznejšo kamboško-vietnamsko vojno. 

## Organizacija
Trenutna
- 7. pehotna divizija
- 9. pehotna divizija
- 309. pehotna divizija
- 71. polk zračne obrambe
- 24. artilerijski polk
- 429. polk specialnih sil
- 550. polk inženircev